# Vokov (Pelhřimovi járás)
Vokov település Csehországban, a Pelhřimovi járásban. Vokov Ondřejov, Libkova Voda, Rynárec, Pelhřimov és Pavlov településekkel határos. Lakosainak száma 204 fő (2024. január 1.).

## Népesség
A település lakosságának változását az alábbi diagram mutatja:
| Lakosok száma | 143  | 160  | 163  | 109  | 71   | 108  | 170  | 173  | 197  | 204  |
|               | 1869 | 1900 | 1921 | 1961 | 1980 | 2011 | 2016 | 2019 | 2021 | 2024 |